# Mitrella lunata
Mitrella lunata är en snäckart som först beskrevs av Thomas Say 1826.  Mitrella lunata ingår i släktet Mitrella och familjen Columbellidae. Inga underarter finns listade i Catalogue of Life.